# 川本まゆ
川本 まゆ（かわもと まゆ、1994年3月10日 - ）は、日本の元女優、元タレント。アメリカ合衆国デトロイト出身。オスカープロモーションに所属していた。

## 人物
- クロミが大好きで、自らクロミオタクと公言するほどである[1]。
- 特技は空手であり、極真館の黒帯を持っている。
- 2008年、第14回全日本青少年空手道選手権大会中学3年女子の部で第3位[2]。
- 2008年、全ロシア国際青少年空手道選手権大会女子12-14歳45kgの部で優勝[3]。
- 2009年、アイドル選手権「Push★1」（フジテレビ主催・秋元康総合プロデュース）でマイクロソフト賞（審査員特別賞）を受賞。

## 出演

### テレビドラマ
- オトコの子育て（2007年10月26日 - 12月14日、テレビ朝日） - 矢野凛子の同級生 役
- 月曜ゴールデン（TBS）
  - 警視庁心理捜査官・明日香3（2013年1月7日） - 奥村雛子 役
  - おふくろ先生の診療日記6（2013年11月4日） - 恵美 役
- 相棒 season11 第16話（2013年2月20日、テレビ朝日） - 南条遥 役
- 水曜ミステリー9 ガンリキ 警部補・鬼島弥一3（2013年7月10日、テレビ東京） - 三田村加奈 役

### 映画
- HOME 愛しの座敷わらし（2012年4月28日、東映） - 平山由紀 役
- ハイキック・エンジェルス（2014年6月14日、アマゾンラテルナ） - 近藤アスカ 役
- Z 〜ゼット〜 果てなき希望（2014年7月26日、エスピーオー） - 戸田凛子 役

### オリジナルビデオ
- Z 〜ゼット〜 狂気と天使（2014年8月6日、エスピーオー） - 戸田凛子 役
- Z 〜ゼット〜 友情と悪夢（2014年8月6日、エスピーオー） - 戸田凛子 役
- Z 〜ゼット〜 まだ見ぬ夜明け（2014年8月6日、エスピーオー） - 戸田凛子 役
- 宇宙刑事シャイダー NEXT GENERATION（2014年11月7日、東映ビデオ） - タミー 役
- ガールズ・イン・トラブル スペース・スクワッド EPISODE ZERO（2017年6月17日、東映） - タミー 役[4]

### 舞台
- ミュージカル「しゅごキャラ！」（2009年8月13日 - 23日） - 鳩羽雪 役
- 創造集団生活向上委員会「ドラキュラバー」（2012年3月7日 - 11日） - あいり 役
- ざ☆よろきん「纏若衆～木遣り歌～」（2012年7月4日 - 12日） - おりん 役
- 創造集団生活向上委員会「アホノミクス～金は天上の回りモノ～」 - 藤原あい 役

### CM
- バンダイ ふたりはプリキュア Splash Star ミックスコミューン（2006年）
- ケンタッキーフライドチキン 夏祭りパック チキン祭り囃子篇（2008年）
- バンダイナムコゲームス Wii WE CHEER（2009年）
- Water One ファミリーミュージカル篇（2011年）
- au iPhone もっとつながりを篇（2011年）

### VP
- 味の素
- 明治製菓 母の日・父の日チョコレート

### スチール
- マイカル サティ日の出店
- ソルベイ製薬
- 鶴見大学附属中学校・高等学校 入学案内パンフレット
- 土浦日本大学高等学校 入学案内パンフレット
- ベルリッツ
- トンボ学生服

### WEB
- ユーキャン・シカクムービー 犬とインテリアコーディネーター篇 - 菅野美穂の中学生時代 役

### その他
- LOLLIPOP CHAINSAW（2012年） - イメージガール（ジュリエット・スターリング）[5]